# Tendoy
Tendoy é uma comunidade não incorporada no condado de Lemhi no estado do Idaho, nos Estados Unidos. Está localizada a 1 476 metros de altitude.

## Lista de marcos
A relação a seguir lista as entradas do Registro Nacional de Lugares Históricos em Tendoy. Aquelas marcadas com ‡ também são um Marco Histórico Nacional.
- First Flag Unfurling Site, Lewis and Clark Trail
- Passo Lemhi‡